# Guatteria parviflora
Guatteria parviflora är en kirimojaväxtart som beskrevs av Robert Elias Fries. Guatteria parviflora ingår i släktet Guatteria och familjen kirimojaväxter. Inga underarter finns listade i Catalogue of Life.